# استان وادی‌الجدید
استان وادی الجدید (به عربی: محافظةالوادي الجديد) از استان‌های کشور مصر است.

## شهرها
| استان      | شهرستان | جمعیت (۲۰۰۱) | مساحت (کیلومتر²) | تراکم جمعیت (نفر/کیلومتر²) |
| ---------- | ------- | ------------ | ---------------- | -------------------------- |
| وادی‌الجدید | داخله   | ۳۹۹۶۲۰       | ۶۱۰۰             | ۵۸                         |
| وادی‌الجدید | خارجه   | ۳۶۳۹۳۰۴      | ۱۹۱۳۰            | ۱۹۰                        |
| وادی‌الجدید | فرافره  | ۳۷۳۵۲۰۲      | ۱۵۱۵۲            | ۲۴۷                        |
| جمع استان  |         | ۱۸۹٬۱۶۸      | ۳۷۶٬۵۰۵          | ۰٫۵                        |